# Alexander Müller (Politiker, 1828)
Alexander Müller (* 24. Juli 1828 in Wülfel; † 22. April 1910 in Hannover) war ein deutscher Hof- und Ziegeleibesitzer und Abgeordneter in Preußen.

## Leben
Alexander Müller besuchte das Kaiser-Wilhelm- und Ratsgymnasium Hannover sowie die nachmalige Tellkampfschule. Er begann an der Georg-August-Universität Göttingen Naturwissenschaften zu studieren. 1850 wurde er Mitglied des Corps Bremensia Göttingen. Er wechselte an die Friedrich-Wilhelms-Universität zu Berlin, die Polytechnische Schule Hannover und die Universität von Paris.  Nach Abschluss des Studiums und Promotion zum Dr. phil. wurde er Hof- und Ziegeleibesitzer in Wülfel bei Hannover. Er saß im Vorstand des Landwirtschaftlichen Hauptvereins Hannover und war Direktor der Spar-, Leih- und Vorschusskasse im Amt Hannover. Er war Kirchenvorsteher und Mitglied im Ausschuss der Bezirkssynode.
Müller war Mitglied der Nationalliberalen Partei. Als Abgeordneter des Wahlkreises Hannover 12 Landkreis Hannover, Wahlraum war 1871 das Hotel Bristol (Hannover), vertrat er die Interessen seiner Partei als Abgeordneter im Preußischen Abgeordnetenhaus über insgesamt 5 Legislaturperioden von 1867 bis 1876 und von 1879 bis 1885.
In seinem Geburtsort Wülfel besaß Müller den dortigen Hof sowie eine Brauerei.